# Moody’s
Moody’s (рус. Мудис) — американская корпорация, включающая в себя международное рейтинговое агентство Moody’s Investors Service. Занимается присвоением кредитных рейтингов, исследованиями и анализом рисков. Moody’s наряду со Standard & Poor’s и Fitch Ratings входит в «большую тройку» международных рейтинговых агентств.
В группу компаний Moody’s входят также аналитическая служба Moody’s Analytics, исследовательский центр Moody’s Research Labs Inc. и благотворительный фонд Moody’s Foundation. В 2019 году общая численность сотрудников Moody’s Corporation составляла около 11,1 тыс. человек в 40 странах мира, оборот корпорации был равен 4,8 млрд долларов США.

## История
В 1900 году Джон Муди (John Moody, 1868—1958) основал компанию John Moody & Company, которая выпускала справочник Moody’s Manual of Industrial and Miscellaneous Securities, содержавший информацию обо всех эмитентах ценных бумаг, которые на то время котировались на биржах США. Хотя справочники Муди пользовались большим спросом, он всё потерял во время банковской паники 1907 года. В 1909 году Муди основал новую компанию, которая выпускала справочники, дававшие не только информацию об эмитентах, но и анализ их инвестиционной привлекательности с применением буквенных обозначений, аналогичных кредитным рейтингам. Первым справочником стал Moody’s Analyses of Railroad Investments, посвящённый железнодорожным компаниям. К 1913 году появились справочники о компаниях других отраслей, а в июле 1914 года Муди зарегистрировал свою компанию под названием Moody’s Investors Service. В 1958 году Джон Муди умер, а в 1962 году его компанию поглотила корпорация Dun & Bradstreet.
В 1970-х годах Moody’s расширила спектр услуг и начала взимать плату с эмитентов за присвоение кредитных рейтингов. В 1975 году Комиссия по ценным бумагам и биржам присвоила Moody’s официальный статус рейтингового агентства (англ. Nationally Recognized Statistical Rating Organization, NRSRO). В сентябре 2000 года Moody’s Investors Service была выделена из Dun & Bradstreet путём размещения акций на бирже, конгломерат Уоррена Баффета Berkshire Hathaway приобрёл 15 % акций. К этому времени она занимала 37 % рынка кредитных рейтингов (у Standard & Poor’s — 45 %, Fitch Ratings — 18 %), выручка составляла 602 млн долларов. В 2002 году была поглощена компания KMV, которая базировалась в Сан-Франциско и занималась оценкой кредитных рисков. В том же году была куплена 20-процентная доля в рейтинговом агентстве «Интерфакс», в 2004 году доля была увеличена до контрольного пакета акций, таким образом появилась российская дочерняя компания Moody`s Interfax Rating Agency. В 2016 году она была закрыта.

## Собственники и руководство
Акции Moody’s Corporation котируются на Нью-Йоркской фондовой бирже. Крупнейшими институциональными инвесторами по состоянию на 2024 год были Berkshire Hathaway (13,55 %), Vanguard Fiduciary Trust Co. (8,00 %), TCI Fund Management Ltd. (7,27 %), BlackRock Advisors LLC (5,22 %), State Street Corporation (3,84 %).
- Винсент Форленца (Vincent A. Forlenza, род. в 1954 году) — председатель совета директоров с марта 2023 года, член совета директоров с 2018 года; ранее возглавлял компанию Becton Dickinson (медицинское оборудование)[7].
- Роберт Фаубер (Robert Fauber) — генеральный директор (CEO) с 2021 года, в компании с 2005 года. До этого работал в Citigroup[8].

## Деятельность
Moody’s Corporation имеет два основных подразделения:
- Moody’s Investors Service — присвоение кредитных рейтингов компаниям и правительствам государств, а также выпускаемым ими ценным бумагам, 50 % выручки;
- Moody’s Analytics — финансовая аналитика, разработка программного обеспечения для оценки финансовых рисков, 50 % выручки.

Выручка за 2023 год составила 5,92 млрд долларов, её распределение по регионам: США — 52 %, остальная Америка — 7 %, Европа, Ближний Восток и Африка — 31 %, Азиатско-Тихоокеанский регион — 10 %.

## Шкалы рейтингов
Со времени разработки первых определений рейтингов облигаций в 1909 году количество рейтингов агентства Moody’s существенно выросло. Рейтинги, присвоенные Moody’s по глобальной шкале долгосрочным и краткосрочным долговым обязательствам, представляют собой прогнозные оценки относительных кредитных рисков финансовых обязательств, выданные нефинансовыми организациями, финансовыми институтами, субъектами государственного сектора, либо выпущенные в рамках транзакций структурированного финансирования или проектного финансирования. Moody’s определяет кредитный риск как риск того, что эмитент может не выполнить свои договорные финансовые обязательства, что приведёт к финансовым потерям для инвесторов. Главным отличием рейтингов, присвоенных Moody’s, от рейтингов других рейтинговых агентств является тот факт, что рейтинг Moody’s адресует ожидаемые потери (англ. Expected Loss, EL) в результате наступления события дефолта, а не только вероятность наступления этого события (англ. Probability of Default, PD).. То есть рейтинги Moody’s — это EL-Rating, в то время как рейтинги большинства других рейтинговых агентств представляют собой PD-Rating. Таким образом, прямое сравнение рейтингов Moody’s с рейтингами других рейтинговых агентств является некорректным.
| Группа рейтингов                  | Рейтинги                                                                             |
| --------------------------------- | ------------------------------------------------------------------------------------ |
| Общие кредитные рейтинги          | Рейтинги долгосрочных долговых обязательств корпоративных эмитентов                  |
| Общие кредитные рейтинги          | Рейтинги среднесрочных долговых обязательств                                         |
| Общие кредитные рейтинги          | Рейтинги краткосрочных обязательств                                                  |
| Общие кредитные рейтинги          | Рейтинги эмитента                                                                    |
| Специальные (отраслевые) рейтинги | Структурированное финансирование                                                     |
| Специальные (отраслевые) рейтинги | Рейтинги муниципальных обязательств (США)                                            |
| Специальные (отраслевые) рейтинги | Корпоративные рейтинги                                                               |
| Специальные (отраслевые) рейтинги | Рейтинги вероятности дефолта                                                         |
| Специальные (отраслевые) рейтинги | Оценка размера потерь при дефолте                                                    |
| Специальные (отраслевые) рейтинги | Оценка качества ковенантов                                                           |
| Специальные (отраслевые) рейтинги | Рейтинги ликвидности эмитентов спекулятивного класса                                 |
| Специальные (отраслевые) рейтинги | Рейтинги банковских депозитов                                                        |
| Специальные (отраслевые) рейтинги | Рейтинги прочих старших обязательств американских банков                             |
| Специальные (отраслевые) рейтинги | Рейтинги финансовой устойчивости банков (РФУБ)                                       |
| Специальные (отраслевые) рейтинги | Рейтинги финансовой устойчивости страховщиков (РФУС)                                 |
| Специальные (отраслевые) рейтинги | Рейтинги фондов денежного рынка и облигационных фондов                               |
| Специальные (отраслевые) рейтинги | Рейтинги по национальной шкале                                                       |
| Страновые потолки                 | Страновой потолок для облигаций и прочих долговых обязательств в иностранной валюте  |
| Страновые потолки                 | Страновой потолок для рейтингов банковских депозитов в иностранной валюте            |
| Страновые потолки                 | Страновой потолок для облигаций и прочих долговых обязательств в национальной валюте |
| Страновые потолки                 | Страновой потолок для рейтингов депозитов в национальной валюте                      |
| Прочие некредитные рейтинги       | Рейтинги фондов акций                                                                |
| Прочие некредитные рейтинги       | Рейтинги рыночных рисков                                                             |
| Прочие некредитные рейтинги       | Рейтинги качества услуг инвестиционных управляющих                                   |
| Прочие некредитные рейтинги       | Рейтинги качества услуг сервисных агентов                                            |
| Прочие некредитные рейтинги       | Рейтинги качества операционной деятельности хедж-фондов                              |
| Прочие некредитные рейтинги       | Рейтинги волатильности денежных потоков по портфелям недвижимости                    |
| Прочие некредитные рейтинги       | Рейтинги качества услуг общих представителей                                         |
| Прочие некредитные рейтинги       | Рейтинги качества услуг доверенных лиц                                               |
| Прочие некредитные рейтинги       | Рейтинги качества деятельности и волатильности доходов синдикатов Ллойда             |
| Прочие некредитные рейтинги       | Категории гибридных ценных бумаг                                                     |

### Общие кредитные рейтинги

#### Рейтинги долгосрочных долговых обязательств корпоративных эмитентов
Присваиваемые агентством Moody’s рейтинги долгосрочных обязательств представляют собой мнения об относительном кредитном риске долговых обязательств с фиксированным доходом с первоначальным сроком погашения в один год и более. Они отражают возможность того, что какое-то финансовое обязательство не будет выполнено так, как обещано. Такие рейтинги присваиваются по глобальной (международной) шкале Moody’s и отражают вероятность дефолта и каких-либо финансовых потерь в случае дефолта.
| Рейтинг | Значение |
| ------- | --- |
| Aaa     | Долговые обязательства с рейтингом Ааа считаются обязательствами наивысшего качества с минимальным кредитным риском. |
| Aa      | Долговые обязательства с рейтингом Аа считаются обязательствами высокого качества с очень низким кредитным риском. |
| A       | Долговые обязательства с рейтингом А рассматриваются как обязательства повышенной средней категории и подвержены низкому кредитному риску.                                                                                         |
| Baa     | Долговые обязательства с рейтингом Baa подвержены умеренному кредитному риску. Они рассматриваются как обязательства средней категории и, как таковые, могут обладать определёнными спекулятивными характеристиками.               |
| Ba      | Долговые обязательства с рейтингом Ва считаются имеющими черты, характерные для спекулятивных инструментов, и подвержены существенному кредитному риску.                                                                           |
| B       | Долговые обязательства с рейтингом B рассматриваются как спекулятивные и подвержены высокому кредитному риску. |
| Caa     | Долговые обязательства с рейтингом Caa считаются обязательствами очень низкого качества и подвержены очень высокому кредитному риску.                                                                                              |
| Ca      | Долговые обязательства с рейтингом Ca являются высоко спекулятивными и, вероятно, находятся в состоянии дефолта либо близки к дефолту. При этом существует некоторая вероятность выплаты основной суммы долга и процентов по нему. |
| C       | Долговые обязательства с рейтингом C представляют собой класс облигаций с самым низким рейтингом и обычно находятся в состоянии дефолта. При этом вероятность выплаты основной суммы долга и процентов по таким облигациям мала.   |

Примечание. К каждой общей рейтинговой категории — от Аа до Саа включительно — агентство Moody’s добавляет цифровые модификаторы 1, 2 и 3. Модификатор 1 указывает, что данное обязательство находится в верхней части своей общей рейтинговой категории; модификатор 2 указывает на положение в середине диапазона, модификатор 3 указывает, что обязательство находится в нижней части этой общей рейтинговой категории.

### Специальные (отраслевые) рейтинги

#### Рейтинги финансовой устойчивости банков (РФУБ)
Присваиваемые агентством Moody’s рейтинги финансовой устойчивости банков (Bank Financial Strength Ratings — BFSRs) представляют собой мнение агентства Moody’s о внутренней устойчивости и надежности банка и, как таковые, исключают некоторые внешние кредитные риски и элементы кредитной поддержки, которые учитываются при присвоении рейтингов банковских депозитов. Рейтинги финансовой устойчивости банков могут присваиваться агентством Moody’s не только коммерческим банкам, но и другим видам финансовых институтов, таким как международные банки развития, спонсируемые правительствами финансовые институты и национальные финансовые институты развития.
В отличие от рейтингов банковских депозитов агентства Moody’s, рейтинги финансовой устойчивости банков не оценивают вероятность своевременного погашения банком своих обязательств. Вместо этого рейтинги финансовой устойчивости оценивают вероятность того, что банку может потребоваться помощь третьих сторон, например, его собственников, его отраслевой группы или государственных институтов.
Рейтинги финансовой устойчивости банков не учитывают вероятность получения банком внешней поддержки подобного рода. Не учитывают они и рисков, возникающих вследствие действий правительства, которые могут повлиять на способность банка выполнить свои платежные обязательства в национальной или в иностранной валюте.
В число факторов, учитываемых при присвоении рейтингов финансовой устойчивости банков, входят элементы, свойственные данному конкретному банку, такие как его основные финансовые показатели, рыночные позиции, диверсификация деятельности и активов. Хотя рейтинги финансовой устойчивости банков не включают перечисленные выше внешние факторы, они, тем не менее, учитывают другие факторы риска, свойственные операционной среде, в которой действует банк, включая стабильность и перспективы экономики в целом, структуру и относительную непрочность финансовой системы, а также качество банковского регулирования и надзора. Результаты рейтинга в последнее время очень политизированы и подчас не отвечают реальному финансовому положению банков и компаний.
| Рейтинг | Значение |
| ------- | --- |
| A       | Банки, имеющие рейтинг A, обладают превосходной самостоятельной финансовой устойчивостью. Обычно такой рейтинг получают организации, имеющие максимально высоко оцениваемые и прочные рыночные позиции и сильные финансовые показатели, они действуют в абсолютно предсказуемой и стабильной операционной среде. |
| B       | Банки, имеющие рейтинг B, обладают высокой самостоятельной финансовой устойчивостью. Обычно такой рейтинг получают организации, имеющие высоко оцениваемые и прочные рыночные позиции и хорошие финансовые показатели, они действуют в предсказуемой и стабильной операционной среде. |
| C       | Банки, имеющие рейтинг С, обладают достаточной самостоятельной финансовой устойчивостью. Обычно такой рейтинг получают организации, имеющие достаточно ограниченные, но, тем не менее, хорошие рыночные позиции. Эти банки демонстрируют либо удовлетворительные финансовые показатели, действуя в предсказуемой и стабильной операционной среде, либо хорошие финансовые показатели, действуя в менее предсказуемой и менее стабильной операционной среде.                                                                            |
| D       | Банки, имеющие рейтинг D, проявляют ограниченную самостоятельную финансовую устойчивость и временами испытывают необходимость во внешней поддержке. Рейтинги этих организаций могут быть ограничены одним или несколькими факторами, такими, как слабые рыночные позиции, недостаточные по одному или нескольким аспектам финансовые показатели, непредсказуемая и нестабильная операционная среда, в которой они работают. |
| E       | Банки, имеющие рейтинг E, проявляют весьма ограниченную самостоятельную финансовую устойчивость и имеют высокую вероятность периодического получения внешней поддержки или необходимость в такой поддержке. Рейтинги этих организаций могут быть ограничены одним или несколькими факторами, такими как слабые и ограниченные рыночные позиции, в значительной степени недостаточные по одному или нескольким аспектам финансовые показатели, чрезвычайно непредсказуемая или нестабильная операционная среда, в которой они работают. |

#### Рейтинги структурированного финансирования
Moody’s различает рейтинги, присвоенные структурированные финансовым инструментам, и фундаментальные рейтинги (то есть рейтинги, присвоенные нефинансовым компаниям, финансовым учреждениям и организациям государственного сектора). Ко всем рейтингам, присвоенным инструментам структурированного финансирования по глобальной долгосрочной шкале, добавляется индикатор «(sf)» (от англ. Structured Finance — структурированное финансирование). Добавление «(sf)» является индикатором того, что ожидаемое поведение рейтингов структурированного финансирования отличается от поведения фундаментальных рейтингов на том же буквенном уровне. Индикатор «(sf)» для рейтингов, присвоенным инструментам структурированного финансирования, указывает на то, что в некоторых случаях структурированные финансы и фундаментальные ценные бумаги с одинаковыми рейтингами могут иметь различные характеристики риска. Однако Moody’s стремится достичь широкой ожидаемой эквивалентности в структурированном финансировании и фундаментальных рейтинговых показателях при измерении этих показателей в течение длительного периода времени.

## Критика
Перед началом финансового кризиса в 2007 году рейтинговые компании, включая Moody’s, присваивали неоправданно высокие рейтинги ипотечным облигациям, таким образом вводя в заблуждение инвесторов. В результате банкротства инвестиционного банка Lehman Brothers, большое количество разорившихся клиентов банка подали иски против рейтингового агентства. В 2017 году по соглашению с Министерством юстиции США Moody’s уплатила 864 млн долларов.